# 메리 제인 (영화)
"메리 제인"은 1991년에 개봉한 대한민국의 영화이다.

## 캐스팅
- 전호진 : 준 역
- 마르시아 데미안 : 메리 제인 역
- 찰스 산토스
- 전무송
- 배민정
- 이석구